# Simulium hirtipupa
Simulium hirtipupa är en tvåvingeart som beskrevs av Lutz 1910. Simulium hirtipupa ingår i släktet Simulium och familjen knott. Inga underarter finns listade i Catalogue of Life.